# وجيه المدني
وجيه حسين طلعت المدني (أبو طلعت؛ 1921 – 14 سبتمبر 1991) لواء وقائد عسكري فلسطيني، وهو أول قائد لجيش التحرير الفلسطيني، وعضو في اللجنة التنفيذية لمنظمة التحرير الفلسطينية.

## سيرته
ولد وجيه حسين طلعت المدني في مدينة عكا الفلسطينية عام 1921، درس في مدارس عكا ثم مدارس يافا حيث أنهى الثانوية فيها. التحق بالكلية العسكرية البريطانية في يافا خلال فترة الانتداب البريطاني حيث تخرج منها ضابطًا عسكريًا برتبة ملازم أول.
التحق عام 1946 بالبعثة العسكرية السعودية في مدينة الطائف واستمر في ذلك حتى عام 1948 حيث استقال وانضم إلى قوة جيش الإنقاذ ليشارك في معارك حرب 1948. ترك جيش الإنقاذ في عام 1950، وعمل في التجارة في بيروت وتركيا حتى عام 1953؛ حيث انتقل إلى الكويت وساهم بتشكيل الجيش الكويتي وبذلك كرمه عبد الله المبارك الصباح بمنحه جواز السفر الكويتي.
في عام 1964 انتدب من قبل الجيش الكويتي للمساهمة في تأسيس وإنشاء جيش التحرير الفلسطيني، وفي 15 سبتمبر 1964 أعلن رئيس منظمة التحرير الفلسطينية أحمد الشقيري من القاهرة ولادة جيش التحرير الفلسطيني وتعيين المدني قائدًا للجيش برتبة لواء، كما جرى أيضًا تعيين المدني عضوًا في اللجنة التنفيذية للمنظمة.
استمر المدني قائدًا لجيش التحرير الفلسطيني حتى عام 1969 حيث عينت المنظمة عبد الرزاق اليحيى قائد للجيش خلفًا له، ليكون اليحيى بذلك القائد الثاني للجيش الفلسطيني، فعاد المدني عام 1969 إلى الكويت، وتقلد مناصب عديدة في الجيش الكويتي منها رئيسًا لركن التوجيه المعنوي، ورئيسًا لهيئة القضاء العسكري، وغيرها.

## حياته الشخصية
تزوج وجيه المدني عام 1950، وله تسعة أبناء؛ ثلاثة أولاد وستة بنات.

## وفاته
توفي وجيه المدني في الكويت بتاريخ 14 سبتمبر 1991 ودفن فيها.